# سازوکار امنیتی هروینیده‌ی تی‌تی‌ال
سازوکار امنیتی هروینیدهٔ تی‌تی‌ال (به انگلیسی: Generalized TTL security mechanism؛ کوتاه‌شده: GTSM) یک روش امنیتی ترابرد داده اینترنتی پیشنهاد شده است که بر پایهٔ مانده عمر بسته (IPv4) یا حد پرش (IPv6) ساخته شده تا از پشتهٔ پروتکل در برابر جعل و حمله‌های انکار سرویس به پردازشگر راه (Route Processor) دستگاه‌های رهیاب محافظت کند.